# 夹芯结构材料
夹芯结构材料（sandwich material），又叫夹层结构材料，是一种复合材料夹层结构，英国最早于1938年应用于蚊式轰炸机的制造。夹层结构材料通常由上面板、上胶合层、芯材、下胶合层、下面板构成。通常夹层结构材料的强度要高于单独的面板材料或芯材刚度、强度，且重量、成本等均低于单一材料，因此被广泛应用于建筑、公路运输、轨道交通、航空、传播、风电等领域。

## 特点
夹层结构材料的整体受力原理类似工字梁。夹层结构材料的面板承受由弯矩引起的面内正应力和面内剪切应力，芯材主要承受由面板传来的横向剪切应力，与此同时还具有稳定两块面板，防止局部屈服的作用。
夹层结构材料具有优良的比刚度和比强度，即在同等刚度和强度下，重量更低。此外，夹层结构材料还具有削弱噪音与震动、隔热、抗疲劳、阻燃、吸声、隔震等优点。夹层结构材料通过合理选择芯材和面板，可以有效降低材料的单位体积成本。

## 种类
常用的夹层结构材料芯材主要分为三类：硬质泡沫、蜂窝和轻木。

1)硬质泡沫：
- 主要有聚氯乙烯（PVC）：实际是聚氯乙烯与聚氨酯混合物，具有较好的静力学和动力学性能，可用于承载要求高的产品。市场上常见的夹层结构材料芯材主要有AIREX和DIAB品牌。
- 聚醚酰亚胺（PEI）：具有较好的防火、阻燃性能，适用于航空与轨道交通领域，市场常见的PEI泡沫芯材为AIREX R82。
- 聚氨酯（PU）：其力学性能一般，但加工及发泡成型较容易且价格低廉，因此常用于载荷较小情况下的夹层结构材料。
- 聚乙烯（PET）：综合性能较PVC泡沫差，但更加环保且成本较低。市场常见的PET泡沫芯材有AIREX T90和T91。
- 聚甲基丙烯酰亚胺（PMI）：具有较高的强度和刚度，在经过高温处理后，可承受190℃固化工艺对泡沫的尺寸稳定性要求。常用于航空领域。市场常见的PMI泡沫是德固赛公司的ROHACELL系列。

2)蜂窝：
常见的蜂窝芯材有NOMEX蜂窝、铝蜂窝、棉布蜂窝、玻璃布蜂窝等。蜂窝芯材具有较好的强度和刚度，但由于蜂窝芯材存在孔洞，因此和面板的粘连效果不如泡沫芯材。
3)轻木：
轻木芯材是一类天然可再生芯材，原料为巴尔沙轻木，具有密度小、生长快、强度好、韧性好的特点，因此比较适合作为夹层结构材料的芯材。市场较常见的轻木芯材BALTEK公司的SB系列产品。